# Tolprivilege van Amsterdam

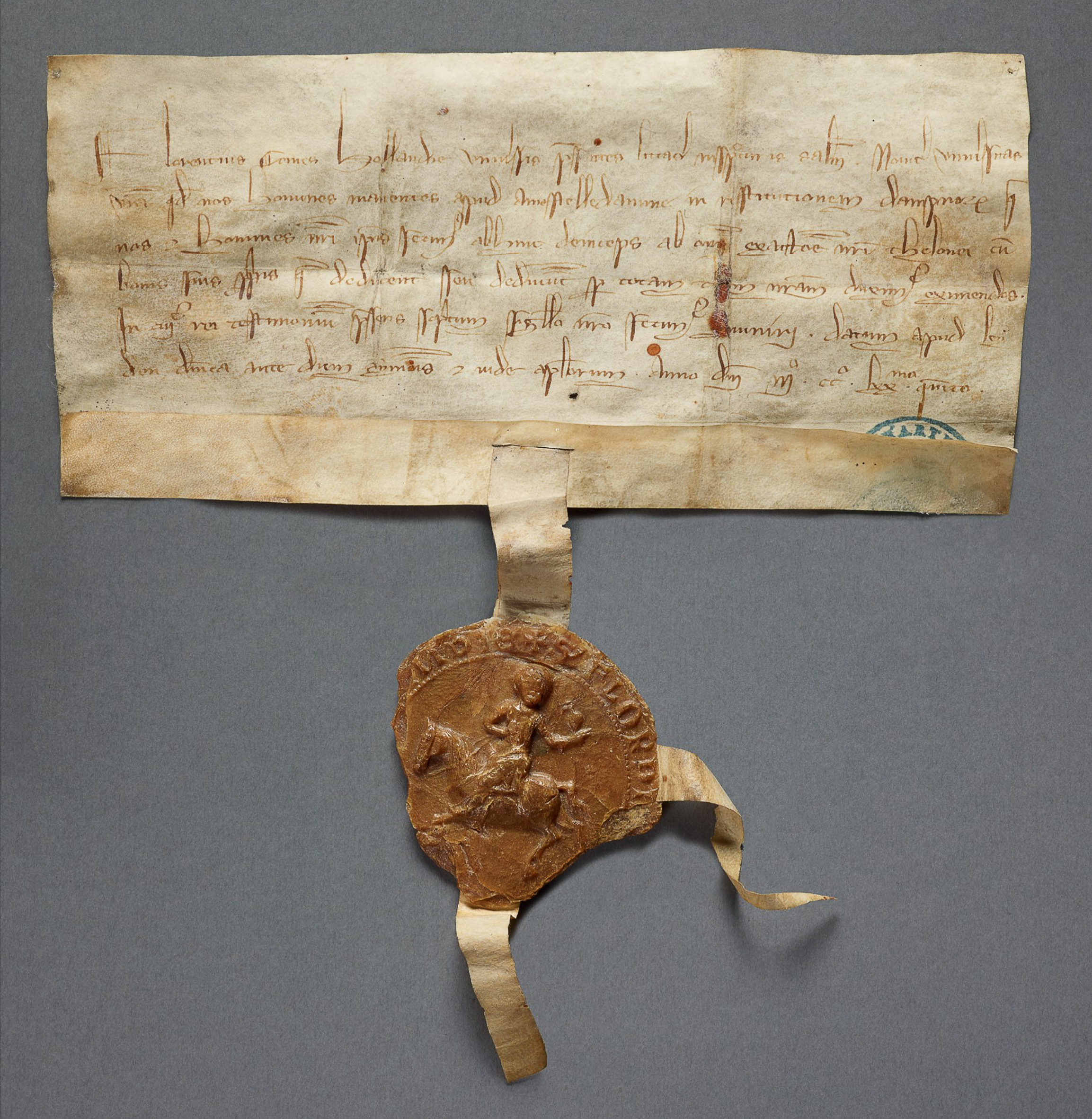
Privilege voor Amsterdam van Graaf Floris V

Het Tolprivilege van Amsterdam is het oudste document waarin sprake is van Amsterdam en zijn bewoners. Op 27 oktober 1275 verleende Graaf Floris V van Holland een tolprivilege aan de (enkele honderden) bewoners van 'Amestelledamme', ofwel de bewoners bij de dam in de Amstel.
Het verleende privilege gaf de toen al als handelaars optredende Amsterdammers het recht om zonder het betalen van tol hun goederen door het Graafschap Holland te vervoeren. Dit recht, dat ook aan andere plaatsen werd verleend, had mede tot doel het Amstelland binnen zijn invloedssfeer te krijgen. In de laatste decennia van de 13e eeuw was dit een betwist gebied als gevolg van rivaliteit tussen de bisschop van Utrecht, de heren van Amstel en de graaf van Holland.
Dit was voor Floris V een belangrijke stap in de uitbreiding van het grondgebied van het graafschap en de start van de groei van Amsterdam tot belangrijkste handelsstad van Holland zo'n twee eeuwen later.
Het tolprivilege werd met andere belangrijke documenten eeuwenlang zuinig bewaard in een eikenhouten ladekast in de 'IJzeren Kapel' in de Oude Kerk, totdat het vanaf 1892 werd bewaard in het Amsterdamse Gemeentearchief. Van 1914 tot 2007 lag het in het gebouw aan de Amsteldijk 67, sindsdien bevindt het zich in de 'Schatkamer' van het Stadsarchief Amsterdam in Gebouw De Bazel.
27 oktober 1975 werd gevierd als de 700e verjaardag van Amsterdam, op deze dag werd het nieuwe Amsterdams Historisch Museum in het Burgerweeshuis geopend. Tegenwoordig wordt 27 oktober gevierd als de 'Verjaardag van Amsterdam' en wordt het tolprivilege enkele dagen aan het publiek getoond. De gemeente gaf later toe dat de stad in werkelijkheid pas in 1300 of 1306 stadsrechten kreeg en dus jonger was dan in 1975 werd aangenomen.
Amsterdam bestaat als plaats overigens al veel langer dan sinds 1275, tegenwoordig wordt uitgegaan van ongeveer 975 - 1000.

## Canon van Amsterdam
- Het Tolprivilege van Amsterdam is venster nummer 2 van de Canon van Amsterdam.